# Bistum Thunder Bay
Das Bistum Thunder Bay (lateinisch Dioecesis Sinus Tonitralis, englisch Diocese of Thunder Bay) ist eine in Kanada gelegene römisch-katholische Diözese mit Sitz in Thunder Bay.

## Geschichte
Das Bistum Thunder Bay wurde am 29. April 1952 durch Papst Pius XII. mit der Apostolischen Konstitution Cotidiano prope aus Gebietsabtretungen des Erzbistums Saint-Boniface und des Bistums Sault Sainte Marie als Bistum Fort William errichtet und dem Erzbistum Toronto als Suffraganbistum unterstellt. Am 26. Februar 1970 wurde das Bistum Fort William in Bistum Thunder Bay umbenannt.

## Ordinarien

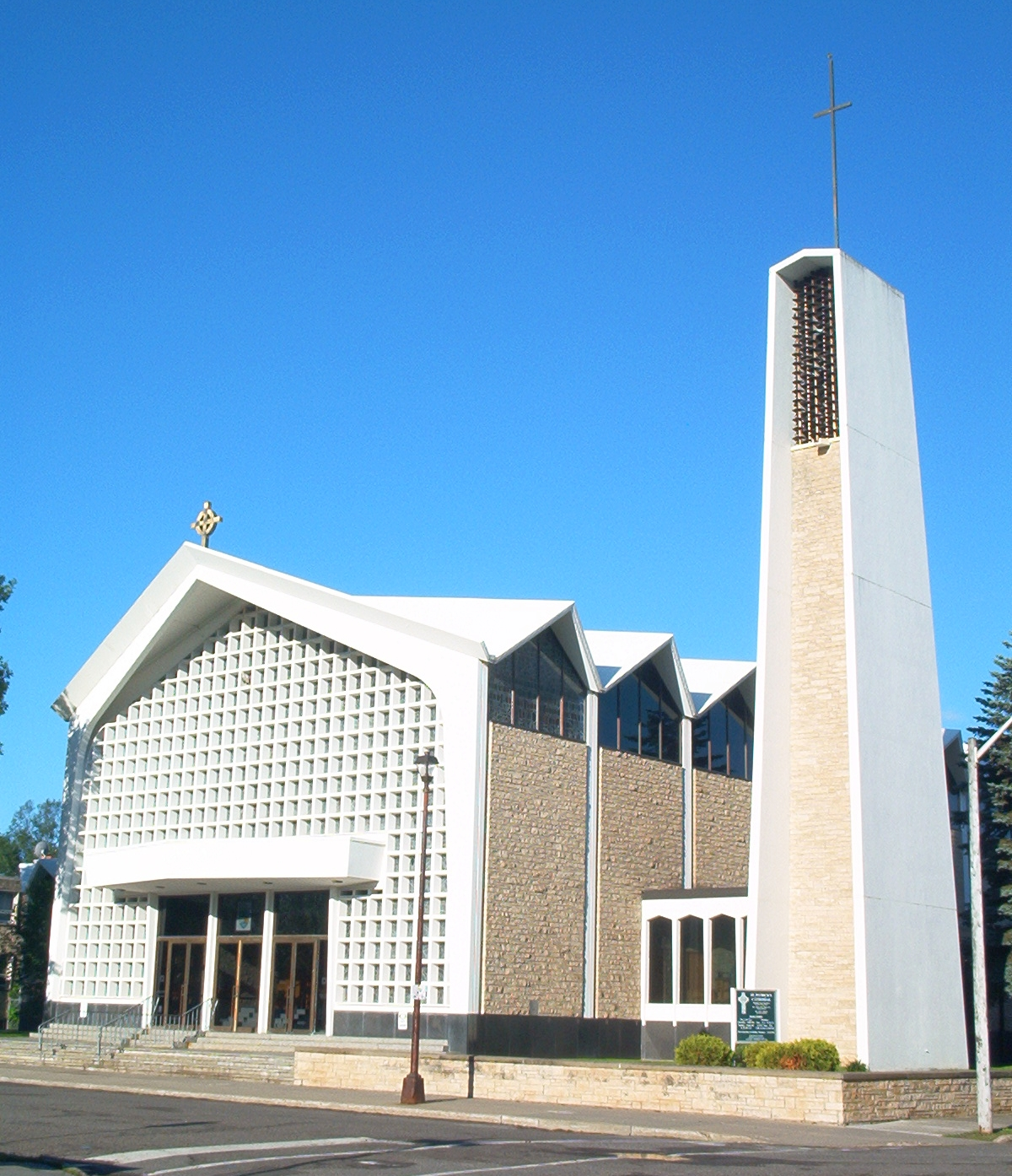
St. Patrick Cathedral in Thunder Bay

### Bischof von Fort William
- 1952–1969 Edward Quentin Jennings

### Bischöfe von Thunder Bay
- 1970–1975 Norman Joseph Gallagher
- 1976–1994 John Aloysius O’Mara, dann Bischof von Saint Catharines
- 1995–1998 Frederick Bernard Henry, dann Bischof von Calgary
- 1999–2024 Frederick Joseph Colli
- seit 2025 Alan Campeau